# NGC 5645
NGC 5645 (również PGC 51846 lub UGC 9328) – galaktyka spiralna z poprzeczką (SBcd), znajdująca się w gwiazdozbiorze Panny. Odkrył ją William Herschel 13 kwietnia 1784 roku.